# Fredonia (Iowa)
Fredonia è un comune degli Stati Uniti d'America, situato nello Stato dell'Iowa, nella contea di Louisa.